# Papiro 100
O Papiro 100 ({\displaystyle {\mathfrak {P}}}100) é um antigo papiro do Novo Testamento que contém fragmentos dos capítulos três, quatro e cinco da Epístola de Tiago (3:13-4:4; 4:9-5:1).